# Papa Teodoro I
Teodoro I (Gerusalemme, ... – Roma, 14 maggio 649) è stato il 73º papa della Chiesa cattolica dal 24 novembre 642 fino alla sua morte.

## Biografia
È considerato oriundo greco, figlio di un vescovo di Gerusalemme, ma forse nacque in Palestina. Divenne cardinale diacono attorno al 640, nominato da papa Giovanni IV, che lo inviò come apocrisario a Costantinopoli.
La sua elezione venne appoggiata, se non addirittura imposta, dall'Esarca Isacio, e fu insediato sul trono papale il 24 novembre 642, succedendo al breve regno di Giovanni IV, morto poco più di un mese prima. Con la scelta di un vescovo di origini o formazione greca, Costantinopoli sperava di guadagnare un importante alleato nell'affermazione del Monotelismo, ma la caratteristica principale del pontificato di Teodoro fu proprio il proseguimento della lotta contro gli eretici Monoteliti, significativamente rappresentati dall'imperatore Costante II e dal patriarca Paolo II.
Il precedente patriarca Pirro I, sgradito all'imperatore e per questo sostituito d'autorità con Paolo, cercò l'alleanza del papa di Roma, abiurando il Monotelismo. Teodoro lo accolse benevolmente ed attivò i canali diplomatici per ottenere spiegazioni dell'accaduto da Paolo e per presentare le sue rimostranze all'imperatore. Pirro sperava però in un'azione più decisa, e temendo che l'iniziativa di Teodoro non avrebbe portato a risultati per lui utili, mutò tattica e decise di cercare una riconciliazione con Costante: abbandonò Roma, si rifugiò a Ravenna presso l'esarca e ritrattò l'atto di abiura. La Chiesa di Roma non poteva lasciare impunito un simile affronto; Teodoro convocò un concilio e scomunicò Pirro con un cerimoniale di estrema durezza e ufficialità, firmando l'atto di condanna (redatto peraltro sulla tomba dell'apostolo Pietro) con uno stilo intinto nell'inchiostro misto al vino consacrato. La notizia della scomunica comminata con questo cerimoniale è stata riportata, tra le fonti antiche, anche da Teofane Confessore. Nell'occasione, e con la stessa modalità, venne scomunicato anche il patriarca Paolo, reo di aver appoggiato l'Ekthesis, il documento promulgato nel 638 dall'imperatore Eraclio I con il quale si approvava il monotelismo e, per mettere a tacere le tante posizioni pro o contro, si proibivano ulteriori discussioni sull'argomento. Per tutta risposta Paolo distrusse l'altare romano che si trovava nel Palazzo di Placidia e mandò in esilio o fece imprigionare i nunzi papali.
Costante si rese conto che la situazione poteva generare una profonda frattura non solo teologica, ma anche politica: oltre ai problemi con i Longobardi, in Occidente la figura del papa tendeva a diventare sempre più un riferimento al posto dell'imperatore, e mentre i suoi sforzi contro il Monotelismo destarono poca impressione a Costantinopoli, nella parte occidentale fecero aumentare l'opposizione all'eresia, in più a Roma il cartulario Maurizio (l'amministratore dell'erario bizantino ma, di fatto, anche del contingente militare) si era rivoltato contro l'esarca Isacio, che con difficoltà era riuscito a sedare la sommossa. Era dunque necessario tentare di ristabilire la calma, e l'imperatore abolì l'Ekthesis, promulgando al suo posto, nel 648, il Typus, un documento che ignorava le problematiche teologiche ma proibiva in tutto l'impero (e quindi anche a Roma), la discussione su questioni riguardanti l'interpretazione di definizioni controverse, pena gravissime sanzioni: si trattava di fatto di un documento che proibiva soprattutto al papa d'intervenire su opinioni teologiche diverse da quelle della Chiesa di Roma. Era ovviamente un'imposizione inaccettabile, a cui Teodoro non poté opporsi perché morì il 14 maggio del 649, prima che il Typus giungesse a Roma e ne potesse prendere visione.
Venne seppellito nella Basilica di San Pietro.